# Такабаясі Такасі
Такабаясі Такасі (яп. 高林 隆, нар. 2 серпня 1931, Сайтама — пом. 27 грудня 2009) — японський футболіст, що грав на позиції нападника.

## Клубна кар'єра
Грав за команду Tanabe Pharmaceuticals.

## Виступи за збірну
Був учасником футбольного турніру на Олімпійських іграх 1956 року.

## Статистика
Статистика виступів у національній збірній.
| Збірна Японії | Збірна Японії | Збірна Японії |
| Роки          | Ігри          | голи          |
| ------------- | ------------- | ------------- |
| 1954          | 3             | 2             |
| 1955          | 5             | 0             |
| 1956          | 0             | 0             |
| 1957          | 0             | 0             |
| 1958          | 1             | 0             |
| Усього        | 9             | 2             |